# Wapen van Landsmeer
Het wapen van Landsmeer is aangenomen op 26 juli 1816, het toont een zilveren zwaan op een achtergrond van keel. De zwaan houdt in de rechterpoot de zogenoemde eendrachtspijlen, deze zijn van goud. De zwaan staat op een ondergrond van sinopel.
Deze voorstelling komt in de regio Waterland meer voor, andere wapens met een zwaan zijn onder andere die van de gemeente Waterland en de dorpen Broek in Waterland, Buiksloot en Ransdorp.
De pijlen staan voor de dorpen die deel namen aan de Unie van Waterland. De dorpen die hier aan deel namen waren: Ransdorp, Zuiderwoude, Landsmeer, Broek in Waterland, Zunderdorp en Schellingwoude. Op grond hiervan is het zeer aannemelijk dat het aantal pijlen zes is: gelijk aan het aantal dorpen in de Waterlandse Unie. Dit komt ongeveer overeen met het aantal pijlen dat op de wapendiploma's is getekend, maar die niet altijd even duidelijk te onderscheiden zijn.
De heraldische beschrijving luidt: "Van keel, beladen met een zwaan van zilver, houdende in zijn regterpoot de eendrachtspijlen van goud."
Niet vermeld in de omschrijving zijn; de gouden halsband, het aantal pijlen, de natuurlijke kleuren van de zwaan en de groene ondergrond op de afbeelding van het wapendiploma.

## Vergelijkbare wapens
De volgende wapens hebben eveneens de Waterlandse zwaan op het schild staan:

Het wapen van Buiksloot
Het wapen van Broek in Waterland
Het wapen van Nieuwendam
Het wapen van Ransdorp
Het wapen van de gemeente Waterland
Het wapen van het Dijkbestuur van Waterland
Het wapen van het waterschap De Waterlanden